# Hubert Chojnacki
Hubert Jan Chojnacki (ur. 30 kwietnia 1920 w Skarżysku-Kamiennej, zm. 30 maja 2000 tamże) – polski kolejarz, poseł na Sejm PRL VII kadencji.

## Życiorys
Syn Konstantego i Marianny. Uzyskał wykształcenie zasadnicze zawodowe. W 1939 został absolwentem trzyletniej Szkoły Rzemieślniczo-Przemysłowej w Radomiu. We wrześniu 1944 wywieziono go na roboty przymusowe do Niemiec. Od marca 1946 pracował w Parowozowni Polskich Kolei Państwowych w Skarżysku-Kamiennej (początkowo jako ślusarz, następnie był pomocnikiem maszynisty i maszynistą).
W 1947 wstąpił do Polskiej Partii Robotniczej, a w 1948 wraz z nią do Polskiej Zjednoczonej Partii Robotniczej. W 1976 uzyskał mandat posła na Sejm PRL w okręgu Skarżysko-Kamienna. Zasiadał w Komisji Handlu Zagranicznego oraz w Komisji Komunikacji i Łączności, której był zastępcą przewodniczącego.

## Odznaczenia
- Medal 30-lecia Polski Ludowej